# Manzanita Spring
Pour les articles homonymes, voir Manzanita.
Manzanita Spring est une source du comté de Culberson, dans l'ouest du Texas, aux États-Unis. Elle est située à 1 688 mètres d'altitude au sein du parc national des Guadalupe Mountains. On y accède par le Smith Spring Trail en partant du ranch Frijole.